# Старобибеево
Старобибеево — деревня в Болотнинском районе Новосибирской области России. Входит в состав Новобибеевского сельсовета.

## Название
Историческое название деревни — Бабеево, данное в честь первого жителя, которого звали Бабий. Затем населённый пункт упоминается как Бибеево. После того, как в 1902 году было основано нынешнее село Новобибеево, название изменилось на нынешнее. На картах деревня также обозначалась как Старое Бибеево (Ст. Бибеево, 1944)

## География
Площадь деревни — 13 гектар

## История
Основана в 1780 году купцом Бабием Титовым, поселившимся вместе со совей семьёй на месте деревни. Через один-два года в Бабеево переселились несколько других семей. Тогда населённый пункт имел статус заимки, жители ловили рыбу, охотились, разводили скот.

## Население
| 2002 | 2007 | 2010 |
| ---- | ---- | ---- |
| 25   | ↘16  | ↗22  |

## Инфраструктура
В деревне по данным на 2007 год отсутствует социальная инфраструктура.